# 张辉 (清华大学)
张辉，清华大学公共安全研究院教授。入选中华人民共和国教育部2007年度"长江学者"特聘教授，曾就读于中国科技大学工程热物理系、纽约大学理工学院机械工程系。